# Marzahn-Hellersdorf
Marzahn-Hellersdorf er det tiende af Berlins tolv distrikter (tysk: Bezirke). Det udgøres af bydelene (tysk: Ortsteile) Marzahn, Biesdorf, Kaulsdorf, Mahlsdorf og Hellersdorf.
Med et areal på 61,7 km2 og et befolkningstal på 269.967 (2020) er Marzahn-Hellersdorf det henholdsvis sjettemindste og tredjemindst folkerige distrikt i Berlin. Med 4.373 indbyggere pr. km2 har distriktet byens sjettelaveste befolkningstæthedsgrad.
Distriktets lokale borgerrepræsentation (tysk: Bezirksverordnetenversammlung) domineres af partiet Die Linke med 16 ud af 55 pladser. Siden 2016 har Dagmar Pohle (Die Linke) været Marzhan-Hellersdorfs distriktsborgmester (tysk: Bezirksbürgmeister). Hun udgør sammen med fire øvrige forvaltere (tysk: Bezirksstadträte), valgt af Marzahn-Hellersdorfs borgerrepræsentation, distriktets daglige ledelse (tysk: Bezirksamt).   

## Marzahn-Hellersdorfs bydele
Marzahn-Hellersdorf er inddelt i følgende bydele:
| Bydele           | Areal (km2) | Befolkningstal 31. december 2020 | Befolkningstæthed pr. km2 |
| ---------------- | ----------- | -------------------------------- | ------------------------- |
| 1001 Marzahn     | 19,54       | 111.508                          | 5.707                     |
| 1002 Biesdorf    | 12,44       | 28.955                           | 2.328                     |
| 1003 Kaulsdorf   | 8,81        | 19.408                           | 2.203                     |
| 1004 Mahlsdorf   | 12,94       | 29.757                           | 2.300                     |
| 1005 Hellersdorf | 8,10        | 84.103                           | 10.383                    |

## Politik

### Distriktsforvaltningen i Marzahn-Hellersdorf
Den daglige politiske ledelse af distriktet varetages af følgende distriktsforvaltere:
| Distriktsforvaltere                  | Parti     |
| ------------------------------------ | --------- |
| Distriktsborgmester Dagmar Poehle    | Die Linke |
| Vicedistriktsborgmester Thomas Braun | AfD       |
| Gordon Lemm                          | SPD       |
| Juliane Witt                         | Die Linke |
| Nadja Zivkovic                       | CDU       |

### Borgerpræsentationen i Marzahn-Hellersdorf
Distriktets lokale borgerrepræsentation har siden distriktsvalget 18. september 2016 haft følgende sammensætning:
| Parti                 | Pladser |
| --------------------- | ------- |
| Die Linke             | 16      |
| AfD                   | 15      |
| SPD                   | 11      |
| CDU                   | 11      |
| Bündnis 90/Die Grünen | 2       |
| I alt                 | 55      |

### Internationale venskabsbyer
- Újpest og Rákospalota, Ungarn (siden 1991)
- Tychy, Polen (siden 1992)
- Partizan og Oktjabr, Hviderusland (siden 1993)
- Halton, Storbritannien (siden 1994)
- Hoàng Mai, Vietnam (siden 2013)

### Nationale venskabsbyer
- Lauingen, Bayern (siden 1999)